# Nickisha Pryce
Nickisha Pryce (* 7. März 2001 im Saint Mary Parish) ist eine jamaikanische Sprinterin, die sich auf den 400-Meter-Lauf spezialisiert hat und aktuell Inhaberin des Landesrekordes ist. Mit der jamaikanischen 4-mal-400-Meter-Staffel gewann sie 2023 die Silbermedaille bei den Weltmeisterschaften in Budapest.

## Sportliche Laufbahn
Erste internationale Erfahrungen sammelte Nickisha Pryce bei den CARIFTA-Games 2019 in George Town, bei denen sie mit der jamaikanischen 4-mal-400-Meter-Staffel in 3:36,76 min die Goldmedaille in der U20-Altersklasse gewann. 2020 zog sie in die Vereinigten Staaten und besuchte dort das Iowa Western Community College, ehe sie 2022 an die University of Arkansas wechselte. 2023 wurde sie NCAA-Meisterin in der 4-mal-400-Meter-Staffel und anschließend startete sie über 400 Meter bei den Weltmeisterschaften in Budapest und schied dort mit 51,24 s im Halbfinale aus. Zudem gewann sie mit der Staffel in 3:20,88 min gemeinsam mit Candice McLeod, Janieve Russell und Stacey-Ann Williams die Silbermedaille hinter dem niederländischen Team. 2024 wurde sie NCAA-Collegemeisterin über 400 Meter und in der 4-mal-400-Meter-Staffel. Zudem verbesserte sie den jamaikanischen Landesrekord über 400 Meter beim London Athletics Meet auf 48,57 s und schied anschließend bei den Olympischen Sommerspielen in Paris mit 50,77 s im Halbfinale aus.
In den Jahren 2023 und 2024 wurde Pryce jamaikanische Meisterin im 400-Meter-Lauf.

## Persönliche Bestzeiten
- 200 Meter: 22,67 s (+0,6 m/s), 11. Mai 2024 in Gainesville
  - 200 Meter (Halle): 22,62 s, 24. Februar 2024 in Fayetteville
- 400 Meter: 48,57 s, 20. Juli 2024 in London (jamaikanischer Rekord)
  - 400 Meter (Halle): 50,83 s, 24. Februar 2024 in Fayetteville